# Campylocentrum aromaticum
Campylocentrum aromaticum är en orkidéart som beskrevs av João Barbosa Rodrigues. Campylocentrum aromaticum ingår i släktet Campylocentrum och familjen orkidéer. Inga underarter finns listade i Catalogue of Life.

## Bildgalleri

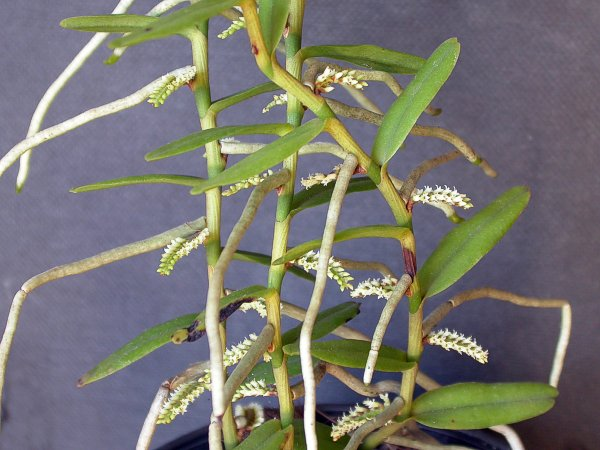
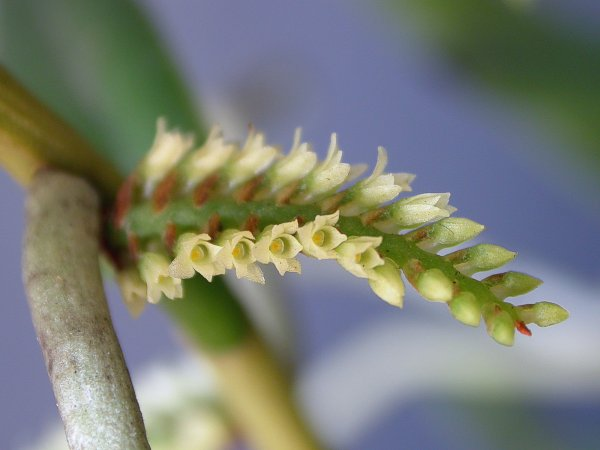
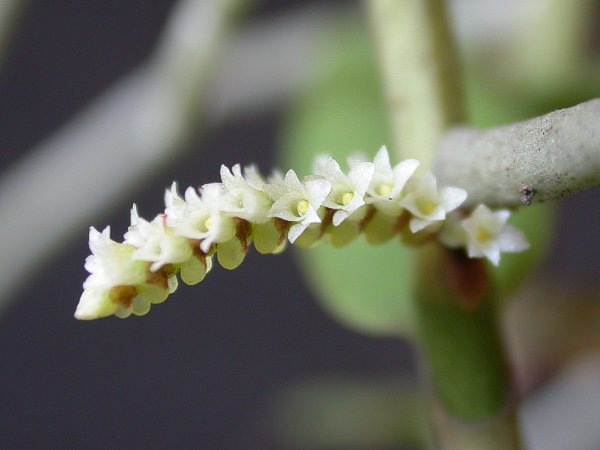
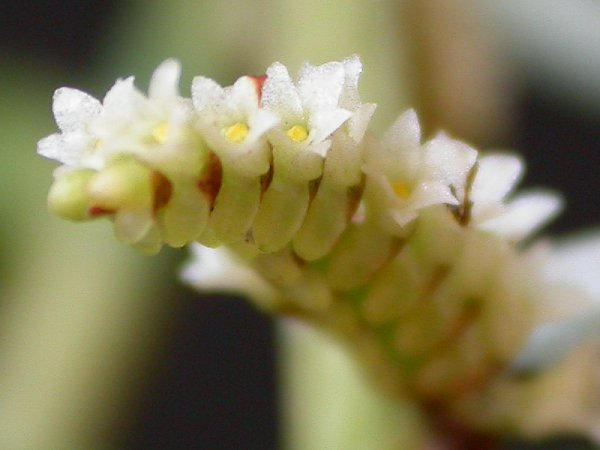
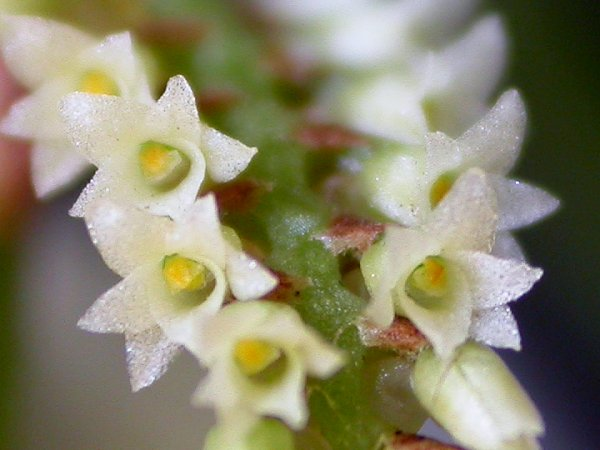